# Justin Mulder
Justin Mulder (Hoogezand, 27 september 1996), is een Nederlands voetballer die sinds 2013 speelt voor FC Emmen.

## Carrière
Mulder werd in 2013 opgenomen in de A1 van de jeugdopleiding van FC Emmen. Op 25 april 2014 maakte hij in dienst van die club zijn debuut in het betaald voetbal in een competitiewedstrijd tegen Fortuna Sittard (1-1). Hij kwam 2 minuten voor tijd in het veld als vervanger van Oebele Schokker.

## Statistieken
| 2013/14 | FC Emmen | Eerste divisie | 1 | 0 | 0 | 0 |   |   |
| 2014/15 | FC Emmen | Eerste divisie | 0 | 0 | 0 | 0 | 0 | 0 |
| 2015/16 | FC Emmen | Eerste divisie | 9 | 0 | 0 | 0 |   |   |
| 2016/17 | FC Emmen | Eerste divisie | 1 | 0 | 0 | 0 |   |   |